# Rue du Dôme (Laval)
Pour les articles homonymes, voir Rue du Dôme.
 (août 2024).
Si vous disposez d'ouvrages ou d'articles de référence ou si vous connaissez des sites web de qualité traitant du thème abordé ici, merci de compléter l'article en donnant les références utiles à sa vérifiabilité et en les liant à la section « Notes et références ».
La rue du Dôme est une voie de la commune française de Laval.

## Situation et accès
Elle relie la Rue Magenta au quai Béatrix de Gâvre.Uniquement par une porte de service réservée aux pompiers et aux services de la Ville.

## Historique
Elle se nommait anciennement « rue de Bootz ».

## Bâtiments remarquables et lieux de mémoire
- Au numéro 11, ancien atelier de l'artiste Auguste Alleaume[1], devenu par la suite usine de chapellerie, puis actuellement complexe sportif[2]. Cet atelier de style régionaliste, nommé le Dôme est construit en 1899 pour Auguste Alleaume. L'architecte [3] est Louis Marchal. En 1939, Alleaume, laisse la direction de son atelier à son neveu Francis Bellanger et à son gendre Alexis Martinol. Les vitres de l'atelier sont brisées lors des bombardements de la Seconde Guerre mondiale, car l'atelier est proche de la voie ferrée. Par la suite, l'atelier est vendu : il devient une usine de chapellerie, puis depuis un complexe sportif.